# Rodl
La Rodl est une rivière autrichienne de 42 km de long, qui coule dans le land de Haute-Autriche. Elle est un affluent direct du Danube.

## Source
- (de) Cet article est partiellement ou en totalité issu de l’article de Wikipédia en allemand intitulé « Rodl » (voir la liste des auteurs).